# Mākii
Mākii  (マーキー? talvolta reso graficamente anche come MAAKIII), pseudonimo di Maki Onaga (Okinawa, 23 aprile 1987), è una cantautrice e attrice giapponese, famosa per aver militato negli HIGH and MIGHTY COLOR dal 2004 al 2008.

## Biografia
Nel 2002, appena sedicenne, Mākii collaborò col gruppo hip hop francese Gasoline al loro album di debutto A Journey into Abstract Hip-Hop, cantando il brano Geisya, per il quale scrisse anche il testo.
Agli inizi del 2004, durante il Music Picnic Festival, Mākii attirò l'attenzione dello stesso talent scout che poco tempo prima aveva scoperto gli Anti-Nobunaga. Egli ritenne che entrambi i progetti per conto proprio non sarebbero stati notevoli, ma che combinati avrebbero potuto essere qualcosa di mai visto prima sulla scena musicale giapponese. Mākii inizialmente respinse l'offerta, spinta dal desiderio di trasferirsi in Canada e studiare l'inglese, ma poi fu convinta dai suoi futuri compagni di band. Con l'ingresso di Mākii, la band cambiò nome in HIGH and MIGHTY COLOR.
Nel 2007 ha debuttato nel suo primo film, Anata wo Wasurenai (あなたを忘れない?).
Il 1º luglio 2008 è stato annunciato che il 22 giugno Mākii aveva sposato Masato Nakamura, bassista e produttore dei Dreams Come True, e che avrebbe lasciato la band alla fine dell'anno. Nel suo messaggio d'addio, Mākii ringraziò i compagni degli HaMC e tutti i loro fan per il sostegno a lei e al gruppo. Il suo ultimo concerto con la band risale ad ottobre 2008 (pubblicato nel DVD Live Bee Loud).
Il 9 febbraio 2009 la band annunciò l'ingresso di HALCA in sostituzione di Mākii.
Il 27 novembre 2013 pubblicò il singolo Choukan Kakuteki Chikaku (超感覚的知覚?), lanciando la sua carriera solista dopo cinque anni di silenzio. Nella sua nuova veste di idol usa per le pubblicazioni il nome MAAKIII.
Il 23 agosto 2017 fondò la band DracoVirgo insieme ad altri due ex-membri degli HaMC (mACKAz e SASSY), la quale debuttò il 26 febbraio 2018 col singolo KAIBUTSU.

## Vita privata
Dal 22 giugno 2008 Mākii è sposata con Masato Nakamura, compositore e produttore, nonché bassista dei Dreams Come True.

## Discografia

### HIGH and MIGHTY COLOR
- 2005 – G∞VER
- 2006 – Gō on Progressive
- 2007 – San
- 2008 – ROCK PIT

### Solista
- 2013 – Choukan Kakuteki Chikaku

### DracoVirgo
- 2018 – KAIBUTSU
- 2018 – Hanaichimonme
- 2018 – Amida no Ito (阿弥陀の糸?)

### Altre apparizioni
- Gasoline – A Journey into Abstract Hip-Hop (2002)
- Koharu Kusumi – Kirarin Land (2007)

## Filmografia
- Anata wo Wasurenai (2007)